# Kardinalska imenovanja pape Lava X.
Papa Leon X. za vrijeme svoga pontifikata (1513. – 1521.) održao je 8 konzistorija na kojima je imenovao ukupno 42 kardinala.

## Konzistorij 23. rujna 1513. (I.)
1. Lorenzo Pucci, melfijski biskup
2. Giulio de' Medici, rođak Njegove Svetosti, firentinski nadbiskup[a]
3. Bernardo Dovizi da Bibbiena, glavni blagajnik
4. Innocenzo Cibo, nećak Njegove Svetosti, apostolski protonotar

## Konzistorij 10. rujna 1515. (II.)
1. Thomas Wolsey, jorkški nadbiskup, Engleska

## Konzistorij 14. prosinca 1515. (III.)
1. Adrian Gouffier de Boissy, biskup Coutancesa, Francuska

## Konzistorij 1. travnja 1517. (IV.)
1. Antoine Bohier Du Prat, O.S.B., nadbiskup Bourgesa, Francuska
2. Guillaume III de Croy, kambrajski biskup, Francuska

## Konzistorij 1. srpnja 1517. (V.)
1. Francesco Conti, izabrani biskup Conze
2. Giovanni Piccolomini, sienski nadbiskup
3. Giovanni Domenico De Cupis, tranijski izabrani biskup
4. Niccolo Pandolfini, biskup Pistoije
5. Raffcle Petrucci, grosetanski biskup
6. Andrea Della Valle, miletski biskup
7. Bonifacio Ferrero, ivreanski biskup
8. Giovanni Battista Pallavicino, biskup Cavaillona, Francuska
9. Scaramuccia Trivulzio, biskup Coma
10. Pompeo Colonna, rietijski biskup
11. Domenico Giacobazzi, biskup Nocere dei Pagani
12. Louis II de Bourbon de Vendôme, laonski biskup, Francuska
13. Lorenzo Campeggio, feltrenski biskup
14. Ferdinando Ponzetti, molfetanski biskup
15. Luigi de' Rossi, rođak Njegove Svetosti, apostolski protonotar
16. Silvio Passerini, apostolski protonotar, bilježnik Njegove Svetosti, kortonski administrator
17. Francesco Armellini de' Medici, apostolski protonotar i klerik Apostolske komore
18. Adriaan Florenszoon Dedel, biskup Tortose i guverner Castille i Leona[b]
19. Tommaso Vio, O.P., generalni superior svoga reda
20. Egidio di Viterbo, O.E.S.A., generalni superior svoga reda
21. Cristoforo Numai, O.F.M.Obs., generalni superior svoga reda
22. Guillén-Ramón de Vich y de Vallterra, apostolski protonotar
23. Franciotto Orsini, rimski klerik
24. Paolo Emilio Cesi, apostolski protonotar
25. Alessandro Cesarini, stariji, apostolski protonotar
26. Giovanni Salviati, apostolski protonotar
27. Niccolo Ridolfi, apostolski protonotar
28. Ercole Rangone, apostolski protonotar
29. Agostino Trivulzio, apostolski protonotar
30. Francesco Pisani, apostolski protonotar
31. Afonso de Portugal, sin portugalskoga kralja, apostolski protonotar

Ovo je bio najveći konzistorij za imenovanje kardinala, sve do konzistorija pape Pija XII., održanoga 18. veljače 1946., u kojemu je imenovao trideset i dva kardinala. U svomu trećem konzistoriju, 28. travnja 1969., papa Pavao VI. imenovao je trideset i četiri kardinala. Konačno, papa Ivan Pavao II. imenovao je četrdeset i dva kardinala u konzistoriju 21. veljače 2001.

## Konzistorij 24. ožujka 1518. (VI.)
1. Albrecht von Brandenburg, nadbiskup Magdeburga i Mainza

## Konzistorij 28. svibnja 1518. (VII.)
1. Jean de Lorraine, biskup Metza, Francuska

## Konzistorij 9. kolovoza 1520. (VIII.)
1. Eberhard von der Mark, biskup Chartresa, Francuska